# Karin Adelmund

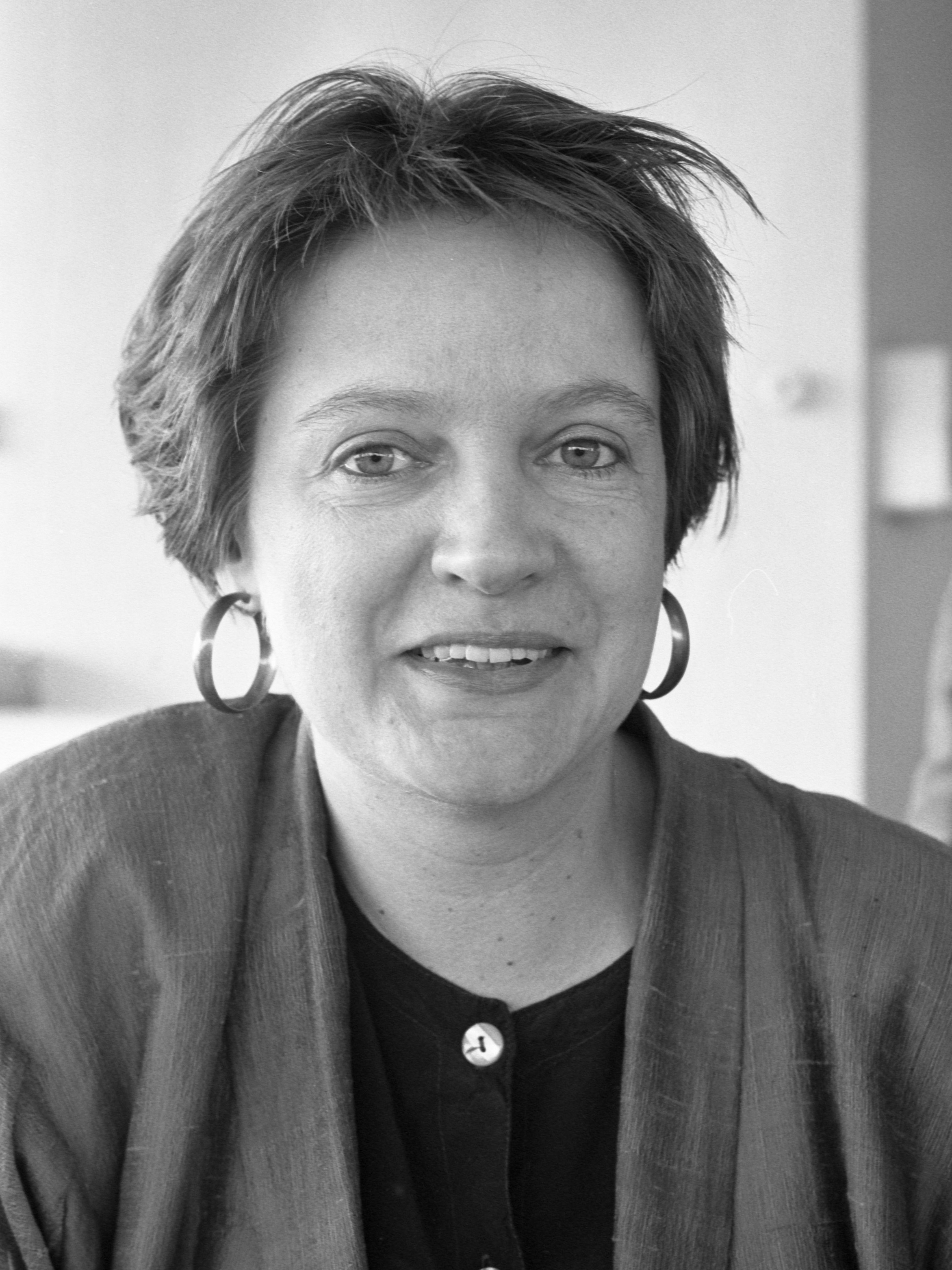
Karin Adelmund (1988)

Karin Yvonne Irene Jansen Adelmund (* 18. März 1949 in Rotterdam; † 21. Oktober 2005 in Amsterdam) war eine niederländische Gewerkschaftsfunktionärin und Politikerin (PvdA).
Adelmund war von 1978 bis 1985 Vorsitzende des Frauenbundes im Gewerkschaftsverband Federatie Nederlandse Vakbeweging (FNV), der aus der Fusion sozialdemokratischer und katholischer Gewerkschaften hervorgegangen war. Anfang 1985 wurde sie in die Verbandsleitung der FNV gewählt, wo sie für die Themenfelder Arbeitsmarkt und Mitbestimmung zuständig war. Von 1988 bis 1994 war sie stellvertretende Vorsitzende der FNV.
Im Mai 1994 wurde Adelmund auf der Liste der sozialdemokratischen Arbeitspartei (PvdA) erstmals in die Zweite Kammer der Generalstaaten gewählt, der sie bis 1998 angehörte. Von Februar 1997 bis August 1998 war sie Vorsitzende der PvdA – dies ist, wie bei niederländischen Parteien üblich, ein eher administrativ-organisatorisches Amt, nicht zu verwechseln mit dem politischen Leiter der Partei (was damals der Ministerpräsident Wim Kok war). Während der Regierung Kok II (sozial-liberale Koalition) war sie von 1998 bis 2002 Staatssekretärin im Ministerium für Bildung, Kultur und Wissenschaften (unter dem Minister Loek Hermans, VVD). Anschließend war sie von 2002 bis 2005 erneut Abgeordnete in der Zweiten Kammer.